# Ain Tizgha
Ain Tizgha (franska: Ain Tizgha (CR), Ain Tizgha (Commune Rurale), arabiska: بني مالك) är en kommun i Marocko.   Den ligger i provinsen Benslimane och regionen Casablanca-Settat, i den norra delen av landet, 40 km söder om huvudstaden Rabat. Antalet invånare är 7 700.